# Feodor Okk
Feodor Okk (ros. Фёдор Васильевич Окк, ur. 27 listopada 1898 we wsi Piila, zm. 23 sierpnia 1941 k. Tallina) – estoński polityk komunistyczny.

## Życiorys
Od lutego 1917 do 1918 służył w rosyjskiej armii, a od 1918 do maja 1926 w Armii Czerwonej, od 1920 należał do RKP(b), w latach 1926–1927 pracował w moskiewskim gubernialnym oddziale ubezpieczeń społecznych i jako kierownik domu inwalidów w Sierpuchowie. Następnie w latach 1927–1931 studiował w Komunistycznym Uniwersytecie Mniejszości Narodowych Zachodu im. Juliana Marchlewskiego, 1931–1932 był referentem i kierownikiem sektora budowy maszyn Wydziału Organizacyjno-Instruktorskiego Komitetu Obwodowego WKP(b) w Leningradzie, w 1932 został wysłany do nielegalnej działalności komunistycznej w Estonii, jednak 23 sierpnia 1932 został tam aresztowany i potem skazany na 12 lat katorgi, 7 maja 1938 amnestionowany. 14 sierpnia 1938 został wysłany do ZSRR, gdzie od sierpnia 1939 do maja 1940 pracował w Zarządzie NKWD obwodu leningradzkiego, a od maja do lipca 1940 był zastępcą dyrektora lotniska ds. administracyjno-gospodarczych. Po aneksji Estonii przez ZSRR, od lipca 1940 do marca 1941 był I sekretarzem Komunistycznej Partii (bolszewików) Estonii w Tallinie, od 8 lutego do 23 sierpnia 1941 zastępcą członka Biura KC KP(b)E i jednocześnie od 24 marca do 23 sierpnia 1941 sekretarzem KC KP(b)E ds. transportu. Po ataku Niemiec na ZSRR, w lipcu 1941 został komisarzem 1 Estońskiego Pułku Piechoty, jednak wkrótce zginął podczas działań wojennych w okolicach Tallina.